# Payuguan
Los Payuguan' —Payuhan o Payavan— fueron una etnia indígena perteneciente probablemente al grupo de los Coahuiltecos que habitaban antiguamente, según refieren los cronistas españoles al suroeste de la actual ciudad de San Antonio, Texas, abarcando su territorio hasta cerca de la Meseta de Edwards en el oeste, pasando por el Río Frío y el Río Nueces.
Su territorio era compartido por varias tribus que, al igual que los payuguan huyan de sus antiguos asentamientos en la meseta que, conquistada por los Apache, no tuvieron otra opción.
Fueron descubiertos por los españoles en 1690 y dominados paulatinamente a través de la evangelización. Existen registros de esta tribu que las mencionan en la misión de San Francisco Solano en México en 1702 y San Antonio de Valero en 1720.